# Paracercion barbatum
Paracercion barbatum – gatunek ważki z rodziny łątkowatych (Coenagrionidae). Występuje w prowincji Junnan na południu Chin. Blisko spokrewniony z Paracercion melanotum, odnotowano hybrydyzację między tymi gatunkami.